# 养鹿镇
养鹿乡，是中华人民共和国重庆市云阳县下辖的一个乡镇级行政单位。

## 行政区划
养鹿乡下辖以下地区：
养鹿社区、桐林村、同发村、大同村、宝寨村、青棡村、小寨村、中山村和新禾村。